# Urospatha
Urospatha Schott – rodzaj roślin zielnych z rodziny obrazkowatych, obejmujący 11 gatunków, występujących w tropikalnych regionach Ameryki Środkowej i Południowej, od Kostaryki do Paragwaju. Nazwa naukowa rodzaju pochodzi od greckich słów ουρά (oura – ogon) i σπάθα (spatha – szabla, w bot. pochwa kwiatostanu) i odnosi się do wydłużonego i wąskiego kwiatostanu tych roślin.
Do 1968 roku rodzaj posiadał homonim w taksonomii zwierząt: monotypowy rodzaj ptaków Urospatha w rodzinie piłodziobów, obejmujący gatunek Urospatha martii, obecnie uznany za Baryphthengus martii (piłodziób rdzawy).

## Morfologia
PokrójRośliny zielne smukłe do masywnych, zwykle występujące pojedynczo, niekiedy tworzące kępy.
ŁodygaSkrócone kłącze.
LiścieRośliny tworzą kilka liści właściwych na gładkich lub szorstkich ogonkach, niekiedy kanciastych w przekroju, pozbawionych kolców. Blaszki liściowe oszczepowate, strzałkowate, rzadziej lancetowate, o wymiarach od 12–13×9–10 cm (U. riedeliana) do 50×60 cm (U. caudata).
KwiatyRośliny jednopienne, tworzące pojedynczy kwiatostan typu kolbiastego pseudancjum. Szypułki podobne do ogonków liściowych. Pochwa kwiatostanu wzniesiona, w dolnej części zwinięta, w górnej spiczasta i skręcona, rzadziej płaska, o długości od 13 cm (U. angustiloba) do 45 cm (U. caudata). Kolba siedząca lub osadzona na trzonku. Kwiaty obupłciowe z 4–6 listkami okwiatu, taką samą liczbą pręcików o wolnych nitkach i pojedynczą zalążnią: dwukomorową z osiowym łożyskiem lub jednokomorową z łożyskiem bazalnym lub ściennym (parietalnym).
OwoceJagody. Nasiona zgrubiałe na biegunie chalazalnym, o gładkiej lub brodawkowatej łupinie.

## Biologia i ekologia
RozwójWieloletnie geofity ryzomowe, hygrofity.
SiedliskoTereny podmokłe na sawannach.
GenetykaLiczba chromosomów 2n = 52.

## Systematyka
Pozycja rodzaju według Angiosperm Phylogeny Website (aktualizowany system APG IV z 2016)Należy do podrodziny Lasioideae, rodziny obrazkowatych (Araceae), rzędu żabieńcowców (Alismatales) w kladzie jednoliściennych (ang. monocots).
Gatunki
- Urospatha angustiloba Engl.
- Urospatha antisylleptica R.E.Schult.
- Urospatha caudata (Poepp.) Schott
- Urospatha edwallii Engl.
- Urospatha friedrichsthalii Schott
- Urospatha loefgreniana Engl.
- Urospatha meyeri Schott
- Urospatha riedeliana Schott
- Urospatha sagittifolia (Rudge) Schott
- Urospatha somnolenta R.E.Schult.
- Urospatha wurdackii (G.S.Bunting) A.Hay

## Zastosowanie
Rośliny leczniczeSproszkowana kolba Urospatha antisylleptica jest stosowana doustnie jako środek antykoncepcyjny.
Rośliny jadalneGąbczaste kłącze Urospatha caudata jest jadalne.
Inne zastosowaniaRośliny z gatunku Urospatha loefgreniana służą do przygotowania trucizny do dmuchawek.